# Контрада Кјанке (Палермо)
Контрада Кјанке је насеље у Италији у округу Палермо, региону Сицилија.
Према процени из 2011. у насељу је живело 68 становника. Насеље се налази на надморској висини од 44 м.